# Zbroja Zawiszy (wiersz)

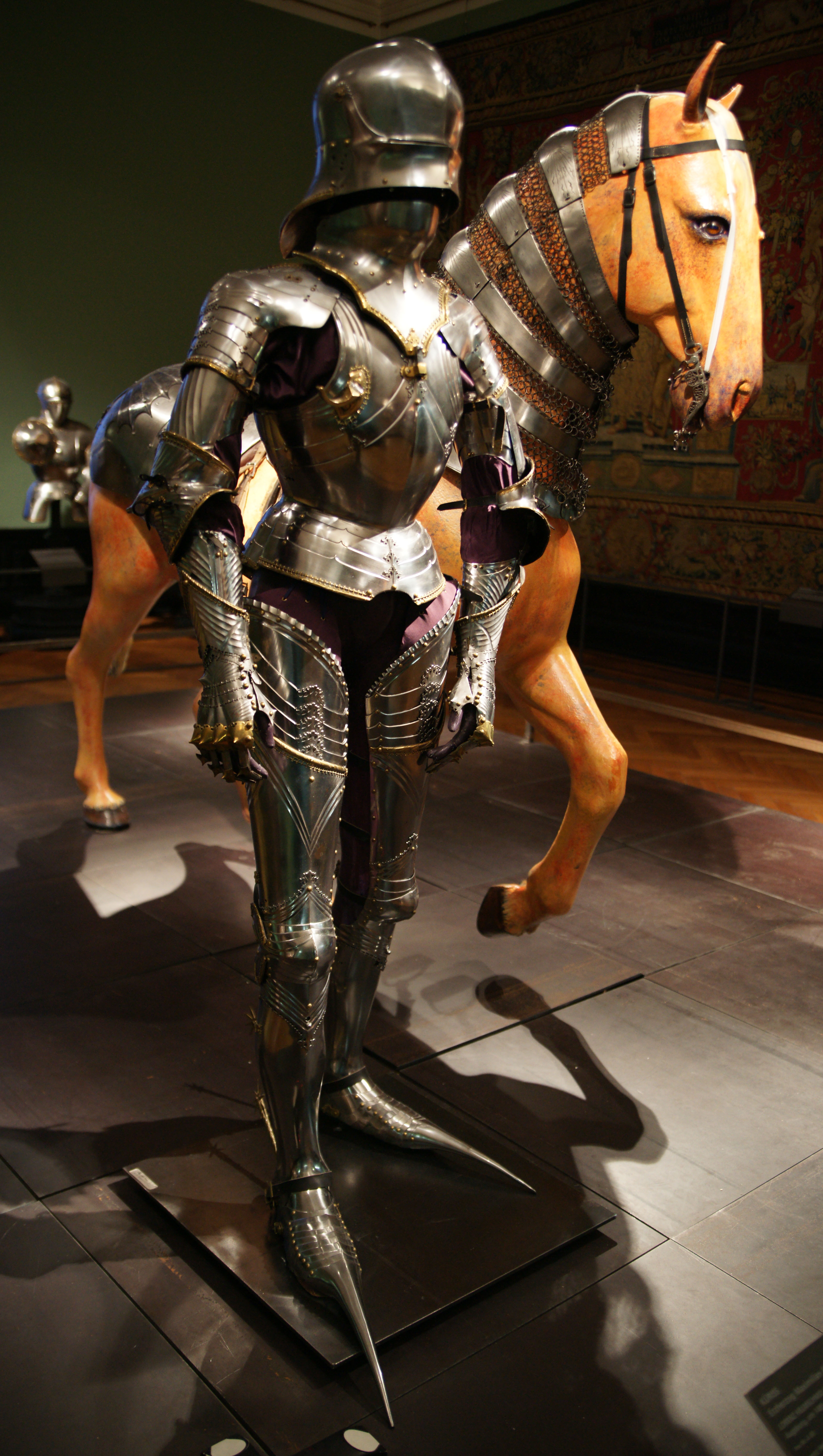
Zbroja rycerska z XV wieku

Zbroja Zawiszy – wiersz młodopolskiego poety Kazimierza Przerwy-Tetmajera, opublikowany w serii siódmej jego poezji w 1912. Wiersz jest jednym z utworów Tetmajera poświęconych postaci Zawiszy Czarnego z Garbowa. Został napisany parzyście rymowanym czternastozgłoskowcem ze średniówką po sylabie ósmej.
A kiedy się zabierała wyprawa krzyżowa,
przyszedł Czarny Pan Zawisza Sulimczyk z Garbowa
do płatnerza sławetnego krakowskiego cechu,
co w fartuchu stał i z młotem, arcymistrz od miechu,
który witał go pokłonem, znał rycerza z twarzy,
zaś Zawisza mu na ramię rękę sparł i gwarzy:
"Słyszałeś to, bracie, o tym, że cny król Jagiełło
wbrew rycerzom pod krzyżami krwawe podjął dzieło;
Zobacz też: Elegia na śmierć Zawiszy Czarnego